# Micromatta atoma
Micromatta atoma là một loài nhện trong họ Tetrablemmidae. Chúng thuộc chi đơn loài Micromatta, được Shear miêu tả năm 1978.